# سمسماوية
السمسماوية (الاسم العلمي: Sesameae) هي قبيلة من النباتات تتبع الفصيلة البيدالية من رتبة الشفويات.

## أجناس السمسماوية
- السمسم